# Саттер-Крик
Саттер-Крик (англ. Sutter Creek) — город в округе Амадор в штате Калифорния в Соединённых Штатах Америки.
Согласно результатам переписи населения США, проведённой в 2020 году, число жителей города составляло 2646 человек, что, для такого небольшого населённого пункта, существенно больше (+ 5,8%), чем было во время предыдущей переписи прошедшей в 2010 году (2501 человек).

## География
Согласно данным Бюро переписи населения США, общая площадь города составляет 2,6 квадратных мили (6,6 км2) и вся эта территория приходится на сушу.

## Климат
По данным представленным Национальной метеорологической службой США в Саттер-Крик жаркий летний средиземноморский климат, который, согласно системе классификации климатов Кёппена, сокращённо обозначается на климатических картах аббревиатурой «Csa».
Лето здесь длинное и жаркое, а зима прохладная, но относительно короткая. Как и свойственно средиземноморскому климату, осадки выпадают в основном в зимние месяцы, а лето довольно сухое.

## История
Сообщество было основано в 1848 году и получило свое название от близлежащего ручья Саттер-Крик, которое, в свою очередь, носит имя одного из первых калифорнийских застройщиков Джона Саттера, который организовал здесь первое поселение во время Калифорнийской золотой лихорадки.

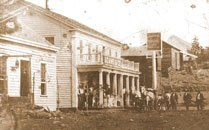
Саттер-Крик в 1853 году

Помимо россыпного золота, в 1851 году в этом районе были обнаружены золотоносные кварцевые месторождения, и добыча золотодобыча стала основой местной экономики на многие годы.
В 1852 году в Саттер-Крик было открыто первое отделение Почтовой службы США.
11 февраля 1913 года поселение было инкорпорировано и включено в реестр штата Калифорния, благодаря чему некорпоративное сообщество официально получило статус города («Сity of» / «Town of»).
Рудники продолжали работать до 1942 года, когда большинство золотоносных шахт были закрыты из-за критической нехватки рабочей силы во время Второй мировой войны.
В настоящее время Саттер-Крик туристический город со множеством магазинов и ресторанов. Сам город зарегистрирован как историческая достопримечательность Калифорнии под номером 322.
С момента основания население города довольно уверенно росло каждое десятилетие со скоростью от 0,9 % (1960-е) до 29,9 % (1970-е).